# Justicia cataractae
Justicia cataractae är en akantusväxtart som beskrevs av Emery Clarence Leonard. Justicia cataractae ingår i släktet Justicia och familjen akantusväxter. Inga underarter finns listade i Catalogue of Life.